# Comuna Lüganuse
Lüganuse este o comună (vald) din Comitatul Ida-Viru, Estonia.
Reședința comunei este târgușorul (alevik), Lüganuse.
Comuna mai cuprinde 12 sate.

## Localități componente

### Târgușoare (alevik)
- Lüganuse

### Sate
- Aa
- Irvala
- Jabara
- Kopli
- Liimala
- Lohkuse
- Matka
- Moldova
- Mustmätta
- Purtse
- Varja
- Voorepera